# Двойни предлози в книжовния български език
Двойни предлози в българския книжовен език са формите „във“ и „със“ на предлозите „в“ и „с“, които са единствените два предлога, състоящи се от една съгласна. Според правилата, установени в Нов правописен речник на българския език, предлозите „в“ и „с“ се удвояват в следните три случая:
1. Предлозите се удвояват пред думи, които започват със съгласните „в“ / „ф“ и съответно „с“ / „з“. Това се отнася и за случаите, когато предлозите „в“ и „с“ са следвани от цифра или чужда дума, чийто изговор започва съответно със звук /в/ или /с/.
Примери:
във Варна, във фурната, със сабя, със завист
във II век, със 7 години по-млад, програмиране със C++
2. Предлозите се удвояват, когато върху тях пада логическото ударение.
Примери:
със или без теб – тръгвам!, във и извън страната
3. Дори когато горните условия не са налице, се допуска удвояване на предлозите в мерената реч, когато това е необходимо за спазване на ритъма на стиха.
Пример:
Може би искате да я сразите
моята вяра във дните честити...
(Никола Вапцаров)

## Историческа справка
В „Правописна бележка“ на Стоян Стоянов от 1964 година, той посочва правилото: „във“ се употребява при писане, когато следващата след предлога дума започва с „в“ или „ф“, а „със“ – когато следващата дума започва със „с“ или „з“.
В учебника „Български език“, предназначен за педагогическите училища за начални учители, под редакцията на проф. Любомир Андрейчин от 1955 година се среща указание за правоговора: „Удължените предлози „във“ и „със“ могат да се изговарят и пишат пред думи, които започват с подобни съгласни, за да се избегне трудният и неясен изговор“.
Руският специалист по българския език Юрий Маслов определя „във“ и „със“ като „дублетни форми“, които са „широко разпространени в живия разговорен език и често се използват в поезията за създаване на необходимия ритъм“. Той пише, че „се смятат за задължителни в писмената прозаическа реч в определени фонетични положения: „във“ – пред думи, започващи с „в“ и „ф“; „със“ – пред думи, започващи със съскави съгласни“
В „Граматика на съвременния български книжовен език“ от 1983 година с автор Петя Асенова предлозите „в“ и „с“ са представени по същия начин, а „във“ и „със“ се определят като фонетични варианти. Пълни форми се изписват и когато логическото ударение пада върху предлозите.
В своя труд „Предлозите в (във) и с (със) в устната реч“ Стефка Петрова и Мариян Петров опитват да открият някаква закономерност в устната реч за удвояване на двата предлога, и търсят отговор на въпросите: пред „в“ и „ф“ и пред „с“ и „з“ предлозите „в“ и „с“ винаги ли се удвояват при изговор; при четене предлозите произнасят ли се така, както са написани – единично или удвоено; при свободен разговор, ако не се гледа написан текст, по-често ли настъпва удвояване; кои по-често удвояват – младите хора или по-възрастните; зависи ли удвояването от началото на следващата дума. Заключението е, че и при изговаряне на тези предлози винаги се произнасят пълните им форми.